# Gernot Leitner
Gernot Leitner (* 21. Mai 1967 in Welland, Ontario, Kanada) ist ein ehemaliger österreichischer Volleyball- und Beachvolleyballspieler. Er wurde mit Donaukraft Wien österreichischer Meister und Pokalsieger. Seit September 2017 ist er Präsident des Österreichischen Volleyballverbands (ÖVV) (Stand: März 2025).

## Karriere

### Karriere Halle
In der Saison 1993/94 gewann der Verein aus der österreichischen Landeshauptstadt mit dem Universalspieler das Double aus Meisterschaft und Pokal. In der gleichen Spielzeit stand Donaukraft im Viertelfinale des Europapokals der Landesmeister. Von 1998 bis 2000 stand Leitner für Paris Lodron Salzburg auf dem Spielfeld. Der Verein aus der viertgrößten Stadt Österreichs spielte sowohl in der höchsten Liga des Landes als auch in europäischen Wettbewerben um Punkte und Siege.

### Karriere Beach
In der Saison 1995/96 startete der in Kanada geborene Sportler zunächst mit Nik Berger auf der World Tour. Bestes Resultat war ein geteilter neunter Rang bei den Pusan Open. Das Duo gehörte damit zu den Top Zwölf Beachpaaren des Events. Noch in der gleichen Spielzeit wechselte Leitner zu Oliver Stamm, mit dem er bis einschließlich 1998 die Beacharenen der Welt bereiste. Die beiden erreichten im letzten Jahr ihrer Zusammenarbeit ein ähnlich gutes Ergebnis, als sie in Marseille erst im Achtelfinale ausschieden. Einen Monat später wurden die beiden in Moskau Siebzehnte. Im Jahr zuvor hatten sie an der ersten FIVB-Weltmeisterschaft ohne Erfolg teilgenommen.
Ab Dezember 1998 war Harald Dobeiner der neue Partner an der Seite von Gernot Leitner. Zu Buche stand eine Weltmeisterschaftsteilnahme in der folgenden Saison sowie jeweils ein siebzehnter Platz bei den Heimevents in Klagenfurt 1999 und 2000. Bei der WM im nächsten Jahr, die ebenfalls am Wörthersee stattfand, blieben die Österreicher wiederum sieglos. Nach dem C&S Swiss Satellite Lausanne mit Bernhard Strauß, mit dem er zuvor schon einige Wettkämpfe bestritten hatte, beendete Gernot Leitner seine Karriere als Aktiver.

### Funktionärskarriere
2014 war der Salzburger zweiter Geschäftsführer der Olympia-Bewerbung der viertgrößten Stadt Österreichs. Am 23. September 2017 wurde er auf einer außerordentlichen Generalversammlung von den Delegierten als Nachfolger von Peter Kleinmann zum neuen ÖVV-Präsidenten gewählt. Seit 2020 gehört er dem Board of Administration der Confédération Européenne de Volleyball an. Seit 2023 ist er Vorstandsmitglied des Österreichischen Olympischen Comités. Im Juni 2024 wurde er zum wiederholten Mal als oberster Lenker der Geschicke seines Heimatverbandes für weitere zwei Jahre bestätigt. Im August des gleichen Jahres wurde er in den in FIVB-Vorstand gewählt.

## Privates
Als Sohn eines Maschinenbauers wurde Gernot Leitner in Kanada geboren. An der Technischen Universität Wien absolvierte er ein Architekturstudium, das er als Master abschloss. Er gründete die Masterconcept GmbH, deren CEO und Präsident er ist. Er ist Vater zweier Kinder. Sein Sohn Lorenz gewann schon zwei Futures (Stand: März 2025) und wurde 2024 österreichischer Vizemeister.